# Urotheca lateristriga
Urotheca lateristriga là một loài rắn trong họ Rắn nước. Loài này được Berthold mô tả khoa học đầu tiên năm 1859.